# Route de l'Alaska

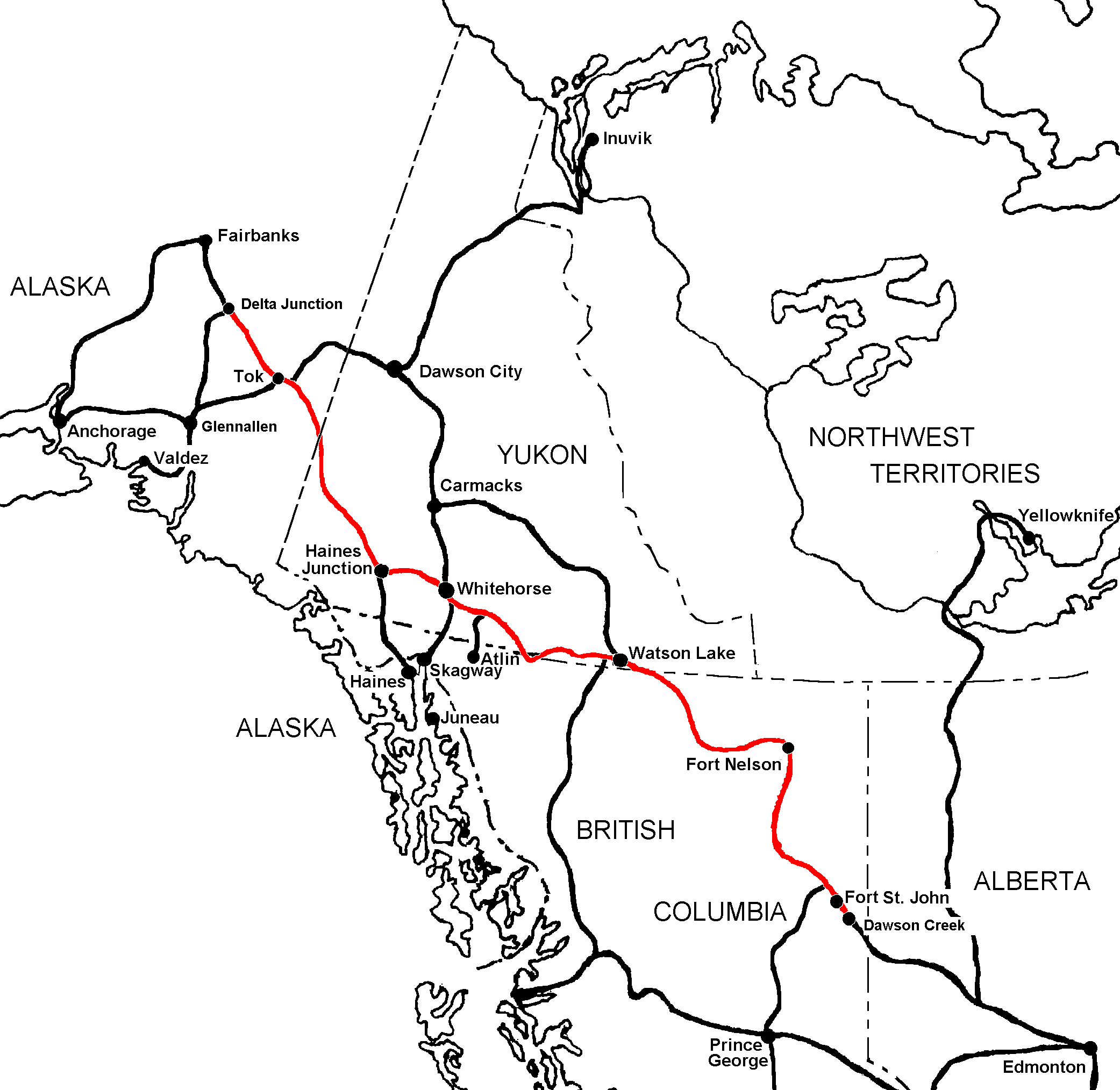
En rouge, la route de l'Alaska.

La route de l'Alaska (Alaska Highway, aussi appelée Al-Can aux États-Unis), est une route stratégique canado-américaine qui relie Dawson Creek, en Colombie-Britannique, à Fairbanks, en Alaska, via Whitehorse, au Yukon.

## Histoire
La route de l'Alaska est construite par le génie de l'armée des États-Unis d'Amérique en 1942, en un temps record de 8 mois, lorsque le Japon occupe quelques îles Aléoutiennes et qu'une liaison terrestre entre l'Alaska et le reste du continent est jugée indispensable. Un total de 11 000 (ou 20 000) travailleurs participe à la construction. Les segments nord et sud se rejoignent le 25 octobre 1942,.
La route est ensuite constamment améliorée pour finalement devenir entièrement asphaltée.
En 2012, des inondations provoquent la fermeture de deux tronçons de la route. En 2017, 4 000 travailleurs noir-américains ayant travaillé à la construction de 1942 sont honorés par un décret voté en Alaska. En décembre 2018, un tremblement de terre de magnitude 7,0 fait chuter une rampe de sortie au niveau d'Anchorage. En juillet 2019, le gouvernement du Yukon valide l'élargissement de la route au niveau de Whitehorse.
Le 23 mars 2015, le Siberian Times relaie la proposition du président de Russian Railways de créer la plus grande super autoroute au monde qui connecterait Londres à New York en passant par la route de l'Alaska. Depuis plusieurs années, la fonte du pergélisol provoque de nombreuses fissures dans la route.

## Description
Importante composante de la route panaméricaine, la route de l'Alaska est longue de 2 232 kilomètres. Historiquement, elle prend fin près de la borne 1422 au raccordement avec la Richardson Highway à Delta Junction environ 160 km au sud-est de Fairbanks.
Elle est numérotée 2 en Alaska, 1 au Yukon et 97 en Colombie-Britannique. Dans cette dernière province canadienne, les différents tronçons de l'autoroute 97 portent d'ailleurs le nom de la région qu'ils traversent ou desservent (Alaska Highway, Okanagan Highway, Cariboo Highway).

## Villes et localités traversées

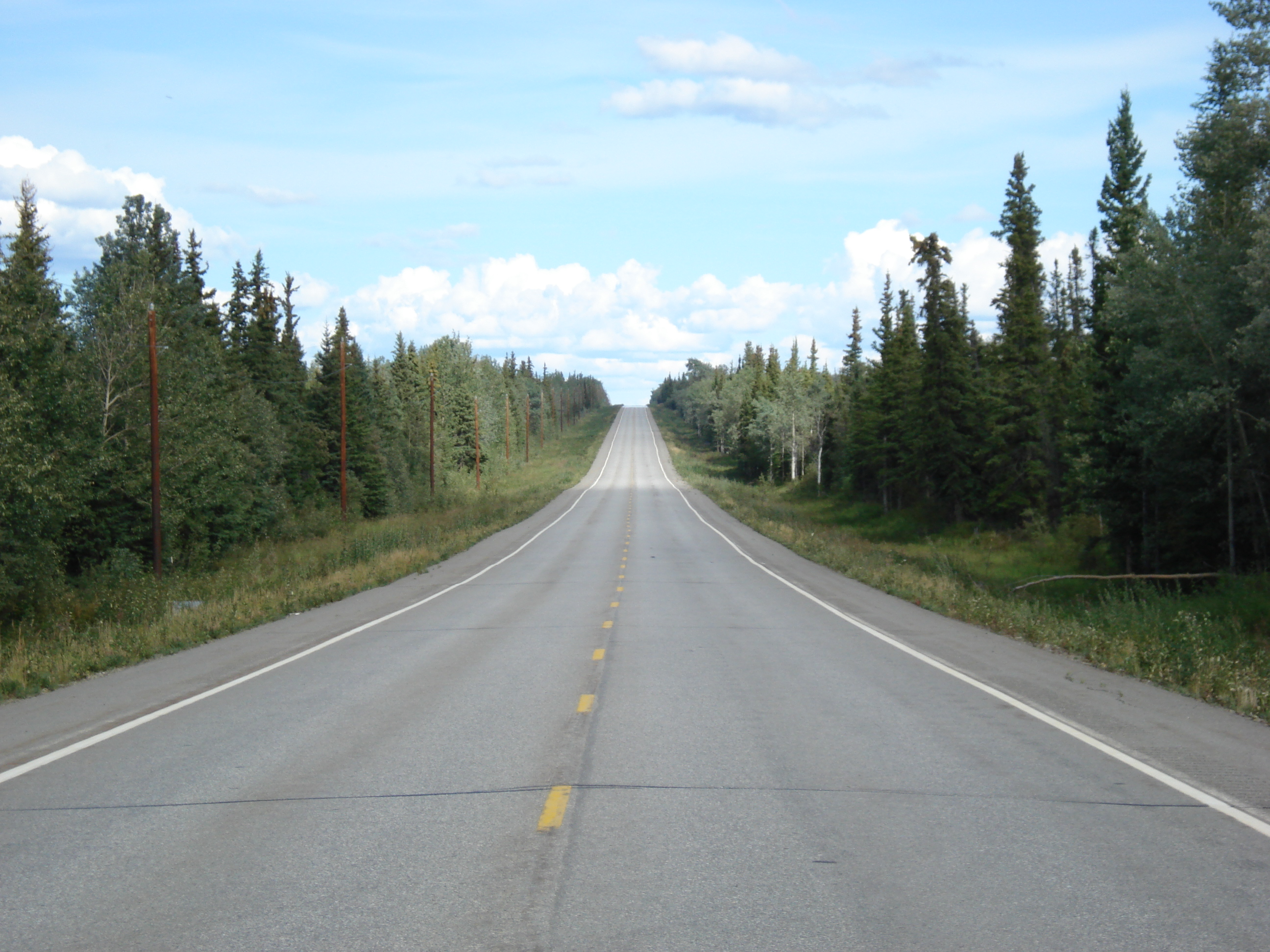
Vue vers l'est de l'Alaska Highway au 1337e mile.

### Au Yukon
d'est en ouest
- Watson Lake
- Teslin
- Johnsons Crossing
- Whitehorse
- Haines Junction
- Destruction Bay
- Burwash Landing
- Beaver Creek

### En Alaska
- Alcan Border
- Northway
- Northway Village
- Northway Junction
- Delta Junction
- Deltana
- Dot Lake
- Dot Lake Village
- Tanacross
- Dry Creek
- College